# Reginaldo Faria
Reginaldo Figueira de Faria (Nova Friburgo, 11 de junho de 1937) é um ator e diretor brasileiro.

## Biografia
Participou de vários filmes brasileiros, nomeadamente sob a direção do seu irmão Roberto Farias, tendo alcançado grande sucesso em Assalto ao Trem Pagador (1962) e em Pra Frente, Brasil (1982). Dirigiu o premiado Barra Pesada (1977), um policial com Stepan Nercessian.
Começou a protagonizar telenovelas na TV Globo depois do êxito que obteve com a interpretação do bandido carioca Lúcio Flávio Vilar Lírio, no filme Lúcio Flávio, o Passageiro da Agonia, de Héctor Babenco (1977).
Protagonizou o polêmico filme A Menina do Lado, no qual representa um escritor que tem um envolvimento com uma adolescente, interpretada por Flávia Monteiro.
Reginaldo protagonizou a primeira produção da Globo, Ilusões Perdidas. Desse ano até 2018, não ficou sequer um ano fora da televisão; entre os principais destaques de sua carreira estão Água Viva (1980), Baila Comigo (1981), Ti Ti Ti (1985), Vale Tudo (1988), Força de um Desejo (1999) e O Clone (2001).
É pai dos também atores Marcelo Faria e Carlos André Faria e do diretor Regis Faria.

## Carreira

### Televisão
| Ano  | Título                                   | Personagem                       | Nota                                                       |
| ---- | ---------------------------------------- | -------------------------------- | ---------------------------------------------------------- |
| 2023 | Elas por Elas                            | André Spina / Jacques Leclair    | Episódio: "08 de dezembro"                                 |
| 2023 | Fuzuê                                    | Abílio                           | Episódios: "4–11 de outubro"                               |
| 2022 | Um Lugar ao Sol                          | Aníbal Macedo                    | Episódios: "14 de fevereiro–25 de março"                   |
| 2018 | Espelho da Vida                          | Vicente Dutra / Augusto Breton   |                                                            |
| 2017 | Pega Pega                                | Athaíde Camargo Neves e Silva    |                                                            |
| 2015 | Totalmente Demais                        | Maurice Carneiro de Alcântara    |                                                            |
| 2014 | Império                                  | Sebastião Ferreira               | Episódio: "21 de julho"                                    |
| 2013 | Joia Rara                                | Venceslau López                  |                                                            |
| 2013 | Louco por Elas                           | Geraldo / Veruska                | Episódio: Veruska entra na casa de Léo, A volta de Veruska |
| 2012 | Amor Eterno Amor                         | Augusto Borges                   |                                                            |
| 2011 | O Astro                                  | Adolfo Mello                     |                                                            |
| 2011 | Cordel Encantado                         | Januário Cabral                  | Episódios: "11 de abril–2 de maio"                         |
| 2009 | Paraíso                                  | Eleutério Ferrabraz              |                                                            |
| 2008 | Beleza Pura                              | Olavo Pederneiras                |                                                            |
| 2007 | Paraíso Tropical                         | Clemente Vilella                 |                                                            |
| 2006 | Sinhá Moça                               | Dr. Geraldo Fontes               |                                                            |
| 2005 | América                                  | Adalberto                        | Episódios: "10 de setembro–3 de novembro"                  |
| 2004 | Cabocla                                  | Joaquim Vieira Pires             |                                                            |
| 2003 | Celebridade                              | Evaldo Corrêa                    | Episódios: "22–31 de dezembro"                             |
| 2001 | O Clone                                  | Leônidas Ferraz (Leãozinho)      |                                                            |
| 2001 | Porto dos Milagres                       | Jurandir de Freitas              | Episódios: "05–13 de fevereiro"                            |
| 1999 | Força de um Desejo                       | Barão Henrique de Sampaio Sobral |                                                            |
| 1997 | Zazá                                     | Roberto                          |                                                            |
| 1995 | Explode Coração                          | César Lemos                      |                                                            |
| 1995 | A Próxima Vítima                         | Paulo Soares / Arnaldo Roncalho  | Episódio: "13 de março"                                    |
| 1995 | Engraçadinha: Seus Amores e Seus Pecados | Dr. Areal                        |                                                            |
| 1993 | Olho no Olho                             | César Zapata                     |                                                            |
| 1993 | Contos de Verão                          | Cabral                           |                                                            |
| 1992 | As Noivas de Copacabana                  | Detetive Jorge França            |                                                            |
| 1991 | Vamp                                     | Jonas Rocha                      |                                                            |
| 1990 | Lua Cheia de Amor                        | Vinícius Santiago                |                                                            |
| 1990 | Rainha da Sucata                         | Edson Paes de Mello              |                                                            |
| 1990 | Boca do Lixo                             | Henrique Ribeiro                 |                                                            |
| 1989 | Tieta                                    | Ascânio Trindade                 |                                                            |
| 1988 | Vale Tudo                                | Marco Aurélio Cantanhede         |                                                            |
| 1987 | Corpo Santo                              | Téo                              |                                                            |
| 1985 | Ti Ti Ti                                 | André Spina / Jacques Leclair    |                                                            |
| 1984 | A Máfia no Brasil                        | Lucien Médici                    |                                                            |
| 1984 | Transas e Caretas                        | Jordão Moura Imperial Cintra     |                                                            |
| 1983 | Louco Amor                               | Guilherme                        |                                                            |
| 1982 | Elas por Elas                            | Renê Cintra                      |                                                            |
| 1981 | Baila Comigo                             | Saulo Martins                    |                                                            |
| 1980 | Água Viva                                | Nelson Fragonard                 |                                                            |
| 1979 | Carga Pesada                             | Blota                            | Episódio: "A Estrada"                                      |
| 1979 | Pai Herói                                | Raul                             |                                                            |
| 1978 | Dancin' Days                             | Hélio Castro Ferreira            |                                                            |
| 1972 | Tempo de Viver                           | Juca                             |                                                            |
| 1965 | Um Rosto de Mulher                       | Salomão                          |                                                            |
| 1965 | Paixão de Outono                         | César                            |                                                            |
| 1965 | Ilusões Perdidas                         | Peixoto                          |                                                            |

### Cinema

#### Como ator
| Ano  | Título                                    | Personagem       |
| ---- | ----------------------------------------- | ---------------- |
| 2025 | A Lista                                   | Elvilásio        |
| 2013 | O Carteiro                                | Professor        |
| 2004 | Cazuza - O Tempo Não Pára                 | João Araújo      |
| 2001 | Memórias Póstumas                         | Brás Cubas       |
| 2001 | Um Crime Nobre                            | Detetive         |
| 1989 | Lili, a Estrela do Crime                  | Renato           |
| 1987 | A Menina do Lado                          | Mauro            |
| 1986 | Com Licença, Eu Vou à Luta                | Milton           |
| 1984 | Aguenta, Coração                          | João             |
| 1982 | Pra frente, Brasil                        | Jofre Godói      |
| 1980 | Parceiros da Aventura                     | Grevista         |
| 1977 | Barra Pesada                              | Cafetão          |
| 1977 | Lúcio Flávio, o Passageiro da Agonia      | Lúcio Flávio     |
| 1976 | O Flagrante                               | Paulão           |
| 1975 | Quem Tem Medo de Lobisomem?               | Neto             |
| 1972 | Os Machões                                | Didi             |
| 1971 | Pra Quem Fica, Tchau                      | Didi             |
| 1971 | Roberto Carlos a 300 Quilômetros por Hora | Playboy          |
| 1969 | Os Paqueras                               | Nonô             |
| 1968 | Lance Maior                               | Mário            |
| 1968 | Roberto Carlos em Ritmo de Aventura       | Diretor do filme |
| 1967 | ABC do Amor                               | Mário            |
| 1966 | Toda Donzela Tem um Pai que É uma Fera    | Joãozinho        |
| 1965 | O Beijo                                   | Arandir          |
| 1964 | Morte Para Um Covarde                     | —                |
| 1963 | Selva Trágica                             | Pablito          |
| 1962 | O Assalto ao Trem Pagador                 | Grilo Peru       |
| 1962 | Porto das Caixas                          | Amante           |
| 1960 | Cidade Ameaçada                           | Passarinho       |
| 1958 | Aguenta o Rojão                           | —                |
| 1958 | No Mundo da Lua                           | Mário            |
| 1952 | Um Marido Solteiro                        | —                |

#### Como diretor
- 2010 - O Carteiro (também como ator)
- 1984 - Agüenta, Coração (também como ator)
- 1977 - Barra Pesada (também como ator)
- 1976 - O Flagrante (também como ator)
- 1975 - Quem Tem Medo de Lobisomem? (também como ator)
- 1972 - Os Machões (também como ator)
- 1971 - Pra Quem Fica, Tchau (também como ator)
- 1969 - Os Paqueras (também como ator)

## Prêmios e indicações
| Ano  | Prêmio                                                | Categoria                   | Nomeações                            | Resultado |
| ---- | ----------------------------------------------------- | --------------------------- | ------------------------------------ | --------- |
| 1976 | Troféu Associação Paulista de Críticos de Arte (APCA) | Melhor Diretor              | Quem Tem Medo de Lobisomem?          | Venceu    |
| 1978 | Festival de Cinema de Gramado                         | Melhor Ator                 | Lúcio Flávio, o Passageiro da Agonia | Venceu    |
| 1978 | Taormina International Film Festival                  | Melhor Ator                 | Lúcio Flávio, o Passageiro da Agonia | Venceu    |
| 1978 | Festival de Cinema de Gramado                         | Melhor Filme (como diretor) | Barra Pesada                         | Indicado  |
| 1979 | Troféu Associação Paulista de Críticos de Arte (APCA) | Melhor Montagem             | Barra Pesada                         | Venceu    |
| 1983 | Troféu Associação Paulista de Críticos de Arte (APCA) | Melhor Ator                 | Elas por Elas                        | Venceu    |
| 1988 | Festival de Cinema de Gramado                         | Melhor Ator                 | A Menina do Lado                     | Venceu    |
| 2009 | Festival de Cinema de Gramado                         | Troféu Oscarito             | Carreira                             | Venceu    |